# WWE Battleground

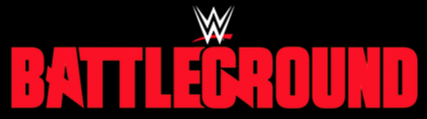
WWE Battleground Logo

WWE Battleground este un eveniment pay-per-view anual organizat de compania de wrestling WWE în luna iulie.
Battleground a fost încorporată în programarea de PPV-iuri din WWE în anul 2013, pentru luna octombrie, înlocuind evenimentul Over the Limit. Din anul 2014, Battleground a fost emis ca eveniment al lunii iulie, în locul evenimentului Money in the Bank.

## Istoric

### 2013
Battleground 2013 a avut loc pe data de 6 octombrie 2013, evenimentul fiind gazduit de First Niagara Center
din Buffalo, New York.
- Alberto del Rio l-a învins pe Rob Van Dam într-un Battleground Hardcore Match păstrându-și centura WWE World Heavyweight Championship
  - Del Rio l-a făcut pe RVD sa cedeze dupa un «Cross Armbreaker» cu un scaun pe braț.
- The Real Americans (Jack Swagger & Antonio Cesaro) (cu Zeb Colter) i-a învins pe Santino Marella & Marele Khali (cu Hornswoggle)
  - Cesaro l-a numarat pe Khali dupa un «Cesaro Swing».
- Curtis Axel (cu Paul Heyman) l-a învins pe R-Truth păstrându-și centura WWE Intercontinental Championship
  - Axel l-a numarat pe Truth dupa un «Turning Heads».
- AJ Lee (cu Tamina Snuka) a învins-o pe Brie Bella (cu Nikki) păstrându-și centura WWE Divas Championship
  - AJ a numarato pe Brie cu un «Roll-up».
- Cody Rhodes & Goldust i-a învins pe campioni pe echipe Seth Rollins & Roman Reigns
  - Cody l-a numarat pe Rollins dupa un «Cross Rhodes».
  - Ca rezultat, Goldust și Cody și-au recuperat locurile de muncă
- Bray Wyatt (cu Luke Harper & Erick Rowan) l-a învins pe Kofi Kingston
  - Wyatt l-a numarat pe Kofi dupa un «Sister Abigail».
  - După meci, Harper și Rowan la-u atacat pe Kofi.
- CM Punk l-a învins pe Ryback (cu Paul Heyman)
  - Punk l-a numarat pe Ryback dupa un «Low Blow».
- Daniel Bryan și Randy Orton a terminat în "no contest" pentru vacant-ul WWE Championship
  - Lupta a terminat în "no contest" dupa ce Big Show a atacat arbitrul, iar apoi pe Bryan si Orton cu un «K.O. Punch»
  - Ca rezultat, campionatul WWE a continuat vacant.

### 2014
Battleground 2014 a avut loc pe data de 20 iulie 2014, evenimentul fiind gazduit de Tampa Bay Times Forum
din Tampa, Florida.
- The Usos i-a învins pe The Wyatt Family (Luke Harper & Erick Rowan) într-un 2-out-of-3 Falls Match păstrându-și centurile WWE Tag Team Championship
  - Harper l-a numarat pe Jimmy dupa un «Big Boot». [1-0]
  - Jey l-a numarat pe Harper cu un «Roll-up». [1-1]
  - Jimmy si Jey la-u numarat pe Harper dupa un «Double Splash». [2-1]
- AJ Lee a învinso pe Paige păstrându-și centura WWE Divas Championship
  - AJ a numarato pe Paige dupa un «Shining Wizard».
- Rusev (cu Lana) l-a învins pe Jack Swagger (cu Zeb Colter) prin "count out"
  - Rusev l-a invins dupa ce Swagger nu s-a intors in ring pana la 10.
- Seth Rollins l-a învins pe Dean Ambrose prin abandon
  - Rollins a fost declarat castigator dupa ce Ambrose nu s-a putut prezenta la meci pentru ca Triple H l-a scos din arena ca il atacase pe Rollins inainte de meci
  - Dupa ce Rollins a fost declarat castigator, Ambrose l-a atacat.
- Chris Jericho l-a învins pe Bray Wyatt (cu Erick Rowan & Luke Harper)
  - Jericho l-a numarat pe Wyatt dupa un «Codebreaker».
  - In timpul meciului, Rowan si Harper au fost expulzati din ring.
- The Miz a câștigat un Battleground Battle Royal câștigând WWE Intercontinental Championship vacant
  - Miz l-a eliminat pe Ziggler câștigând lupta
- John Cena i-a învins pe Roman Reigns, Kane și Randy Orton păstrându-și Campionatul Mondial WWE
  - Cena l-a numarat pe Kane dupa ce i-a aplicat un «Attitude Adjustment» lui Randy Orton pe el.

### 2015
Battleground 2015 a avut loc pe data de 19 iulie 2015, evenimentul fiind gazduit de Scottrade Center
din St. Louis, Missouri.
- Randy Orton l-a învins pe Sheamus
  - Orton l-a numarat pe Sheamus dupa un «RKO».
- The Prime Time Players (Darren Young & Titus O'Neil) i-a învins pe The New Day (Big E & Kofi Kingston păstrându-și centurile WWE Tag Team Championship
  - O'Neil l-a numarat pe Big E dupa un «Clash of the Titus».
- Bray Wyatt l-a învins pe Roman Reigns 
  - Wyatt l-a numarat pe Reigns dupa un «Sister Abigail».
  - În timpul meciului, Luke Harper a intervenit în favoarea lui Wyatt.
- Charlotte (cu Becky Lynch & Paige) le-a învins pe Brie Bella (cu Nikki & Alicia Fox) și Sasha Banks (cu Naomi & Tamina)
  - Charlotte a făcuto pe Brie sa cedeze cu «Figure Eight».
  - Aceasta a fost prima lupta a lui Charlotte și Sasha Banks în WWE.
- John Cena l-a învins pe Kevin Owens păstrându-și centura WWE United States Championship
  - Cena l-a făcut pe Owens sa cedeze cu un "STF".
- Brock Lesnar (cu Paul Heyman) l-a învins pe Campionul Mondial WWE Seth Rollins prin descalificare
  - Rollins a fost descalificat dupa ce Undertaker l-a atacat pe Lesnar

### 2016
Battleground 2016 a avut loc pe data de 24 iulie 2016, evenimentul fiind gazduit de Verizon Center
din Washington D. C..
- Sasha Banks & Bayley le-au învins pe Charlotte & Dana Brooke
  - Banks a făcuto pe Charlotte sa cedeze cu un «Bank Statement».
- The Wyatt Family (Bray Wyatt, Erick Rowan & Braun Strowman) i-a învins pe The New Day (Big E, Kofi Kingston & Xavier Woods)
  - Wyatt l-a numarat pe Woods dupa un «Sister Abigail».
- Rusev (cu Lana) l-a învins pe Zack Ryder păstrându-și centura WWE United States Championship
  - Rusev l-a făcut pe Ryder sa cedeze cu «The Accolade».
- Sami Zayn l-a învins pe Kevin Owens 
  - Zayn l-a numarat pe Owens dupa douo «Helluva Kicks».
- Natalya a învins-o pe Becky Lynch
  - Natalya a făcuto pe Lynch sa cedeze cu «Sharpshooter».
- Campionul Intercontinental The Miz și Darren Young a terminat în descalificare dublă
  - Meciul a terminat in descalificare dubla dupa ce Young nu vraia sa-l lase pe Miz sa iasa din manevra «Crossface Chickenwing»
- John Cena, Enzo Amore & Big Cass i-a învins pe AJ Styles, Karl Anderson & Luke Gallows
  - Cena l-a numarat pe Styles dupa un «Attitude Adjustment» de pe a treia coarda
- Dean Ambrose i-a învins pe Roman Reigns și Seth Rollins păstrându-și centura WWE World Championship
  - Ambrose l-a numarat pe Reigns dupa un «Dirty Deeds».

### 2017
Battleground 2017 a avut loc pe data de 23 iulie 2017, evenimentul fiind gazduit de Wells Fargo Center
din Filadelfia, Pensilvania.
- The New Day (Kofi Kingston & Xavier Woods) ia-au învins pe The Usos câștigând centurile SmackDown Tag Team Championship (13:50)
  - Woods l-a numărat pe Jimmy după un «Trouble in Paradise» a lui Kingston și un «Diving Elbow Drop».
- Shinsuke Nakamura l-a învins pe Baron Corbin prin descalificare (12:25)
  - Corbin a fost descalificat după un «Low Blow»
  - După meci, Corbin l-a atacat pe Nakamura.
- Natalya le-a învins pe Tamina, Charlotte, Becky Lynch & Lana într-un Fatal 5-Way Elimination Match câștigând o șansă pentru centura femenină din Smackdown la Summerslam (11:00)
  - Natalya a numărato pe Charlotte după ce a lovito de colțul ringului.
- Kevin Owens l-a învins pe AJ Styles câștigând centura WWE United States Championship (17:50)
  - Owens l-a numarat pe Styles dupa ce a întors un «Crossface» într-un «Roll-Up».
- John Cena l-a învins pe Rusev într-un Flag Match (21:10)
  - Cena a învins după ce i-a aplicat un «Attitude Adjustment» pe mese și a pus steagul.
- Sami Zayn l-a învins pe Mike Kanellis (cu Maria Kanellis) (7:15)
  - Zayn l-a numărat pe Mike după o «Helluva Kick».
- Jinder Mahal i-a învins pe Randy Orton într-un Punjabi Prison Match păstrându-și centura WWE Championship (27:40)
  - Mahal a câștigat meciul după ce a ieșit din cușcă.
  - Marele Khali a intervenit în meci în favoarea lui Mahal evitând ca Orton să iasă din cușcă.